# Malacoraja
Malacoraja és un gènere de peixos de la família dels raids i de l'ordre dels raïformes.

## Taxonomia
- Malacoraja kreffti (Stehmann, 1977)[3][4]
- Malacoraja obscura (de Carvalho, Gomes & Gadig, 2005)[5]
- Malacoraja senta (Garman, 1885)[6]
- Malacoraja spinacidermis (Barnard, 1923)[7][8][9][10][11][12][13]